# Petru Leucă
Petru Leucă (ur. 19 lipca 1990 w Kiszyniowie) – mołdawski piłkarz, grający na pozycji napastnika.

## Kariera piłkarska

### Kariera klubowa
Karierę piłkarską rozpoczął w klubie Academia UTM Kiszyniów. W lipcu 2011 został wypożyczony do FK Ołeksandrija. Nie rozegrał żadnego meczu i po zakończeniu rundy jesiennej powrócił do mołdawskiego klubu.

### Kariera reprezentacyjna
Był zawodnikiem młodzieżowej reprezentacji Mołdawii.